# Nelly Roussel
Pour les articles homonymes, voir Roussel.
Nelly Roussel, née le 5 janvier 1878 à Paris 12e et morte le 18 décembre 1922 à Rueil-Malmaison, est une libre penseuse, franc-maçonne, féministe, antinataliste, néomalthusienne et femme de lettres libertaire française.
En 1902, elle est une des premières femmes à se déclarer en faveur de la contraception. Avec Madeleine Pelletier, elle souligne l'importance de l'éducation sexuelle des filles.

## Biographie

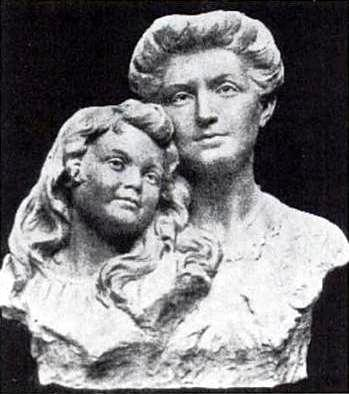
Henri Godet: Nelly Roussel et sa fille Mireille (1904)

Nelly Roussel est née le 5 janvier 1878 à Paris où elle grandit dans une famille bourgeoise catholique.
A 20 ans, elle épouse le sculpteur et libre-penseur Henri Godet de 15 ans son aîné, avec qui elle a trois enfants.
Elle est initiée en franc-maçonnerie à la Grande Loge symbolique écossaise. Proche du noyau fondateur de l'Ordre maçonnique mixte international « le Droit humain », elle est affiliée à la loge no 4.
Elle décède de la tuberculose le 18 décembre 1922 et est inhumée au cimetière du Père-Lachaise (93e division).

## Sa lutte
Nelly Roussel est une  militante antinataliste,. Comme Madeleine Pelletier, elle est l'une des premières femmes en Europe à revendiquer publiquement le droit des femmes à disposer de leurs corps et à prôner une politique de contrôle des naissances. Néomalthusienne, elle milite pour le droit à la contraception et à l’avortement, « position extrêmement révolutionnaire et minoritaire, y compris dans le cadre du mouvement féministe », selon l'historienne Christelle Taraud. Elle s'insurge, use de ses talents oratoires et appelle à la grève des ventres.
Avec Madeleine Pelletier, elle souligne l'importance de l'éducation sexuelle des filles. Pour elles, un objectif prime : dissocier la maternité de la sexualité. Il ne s’agit pas de promouvoir l’amour libre, comme veulent bien croire leurs opposants (y compris féministes), mais de revendiquer le droit des femmes qui vivent en couple, mariées ou non, au plaisir et à l’expression de leur sexualité sans maternité non souhaitée et souvent douloureuse. La femme doit pouvoir choisir d’être mère.
Elle lutte pour modifier l'image traditionnelle de la femme. C'est ainsi que l'action, la vie et la pensée de Nelly Roussel s’insurgent contre ce modèle, développant au contraire celui de la « nouvelle femme », bien représenté aux États-Unis. Au travers d'une femme sportive, active, investie dans une profession valorisante. Elle oppose à « l’éternel féminin » ce qu’elle nomme « l’éternelle sacrifiée » (c’est le titre de l’un de ses livres). La femme, écrit-elle : « est en effet sacrifiée non seulement par Dieu et par la Nature mais aussi par la société républicaine elle-même. ». Elle présente le mariage sans amour comme de la prostitution, milite pour supprimer les dispositions du Code civil qui font de la femme mariée une mineure au regard du droit et de la société, ainsi que pour l'obtention du droit de vote.

## Œuvres
- Quelques lances rompues pour nos libertés, Paris, Giard et Brière, 1910 (OCLC 864483092, lire en ligne).
- Paroles de combat et d'espoir (discours choisis), préf. Madeleine Vernet, éditions de l’Avenir social, 1919 (OCLC 61392146).
- Trois conférences de Nelly Roussel, Paris, Marcel Giard, 1930, (OCLC 222947805). Préface de Odette Laguerre.
- Derniers combats : recueil d'articles et de discours (1911-1922), préf. Han Ryner, Paris, L'Émancipatrice, 1932 (OCLC 459988678).
- Centenaire Nelly Roussel : 1878-1922, à l'avant-garde des combats actuels, féminisme, libre pensée, droit au travail…, Paris, Bibliothèque féministe Marguerite Durand, 1978, (OCLC 461654575)[10].
- L'Éternelle sacrifiée (conférence du 28 janvier 1906 à l’université populaire de Lille), éd. préf. et notes par Maïté Albistur, Daniel Armogathe, Paris, Syros, coll. « Mémoire des femmes », 1979 (OCLC 5613557).
- « Féminisme », Le Libertaire, 13 février 1904, texte intégral.
- Par la révolte et La Faute d'Eve, pièces de théâtre, in Au temps de l'anarchie, un théâtre de combat : 1880-1914, Paris, Séguier Archimbaud, 2001, t. 1.

### Archives
Les archives de Nelly Roussel se trouvent à la bibliothèque Marguerite-Durand, 79 rue Nationale, 75013 Paris.